# زمین‌لرزه ۲۰۰۶ هاوایی
زمین‌لرزه هاوایی در تاریخ ۱۵ اکتبر ۲۰۰۶ میلادی، برابر با ‎۲۳ مهر ۱۳۸۵، ساعت ۱۷:۱۴:۱۲ به زمان یوتی‌سی در هاوایی رخ داد. ژرفای این زلزله ۱۸٫۹ کیلومتر بود، و بزرگی آن ۶ در مقیاس Mw اعلام شده‌است. زمین‌لرزه به وقت محلی در روز یکشنبه، ساعت ۷ روی داده و منطقه زمانی آن یوتی‌سی -۱۰ بوده‌است.
سازمان زمین‌شناسی آمریکا نیز رومرکز این زمین‌لرزه را در مختصات ۲۰°۰۷′۴۴″شمالی ۱۵۵°۵۸′۵۹″غربی / ۲۰٫۱۲۹°شمالی ۱۵۵٫۹۸۳°غربی و ژرفای آنرا در ۱۸ کیلومتر گزارش کرده‌است. بزرگی برگزیدهٔ این سازمان از میان بزرگیهای محاسبه‌شدهٔ مختلف ۶ در مقیاس Mw بوده و از دید اثر، در میان چهار دسته‌بندی «نامحسوس»، «محسوس»، «زیان‌آور» یا «با تلفات»، زلزله را «نامحسوس» اعلام کرده‌است.
پروژهٔ «تنسور گشتاور مرکزوار» زاویه‌های (راستا، شیب، ریک) گسل سازندهٔ زمین‌لرزه و صفحه عمود بر آنرا (°۱۸۲، °۳۶، °۱۳۷) یا (°۳۰۹، °۶۷، °۶۲) و نوع گسل را«معکوس» فرارسانده‌است.

## نگارخانه

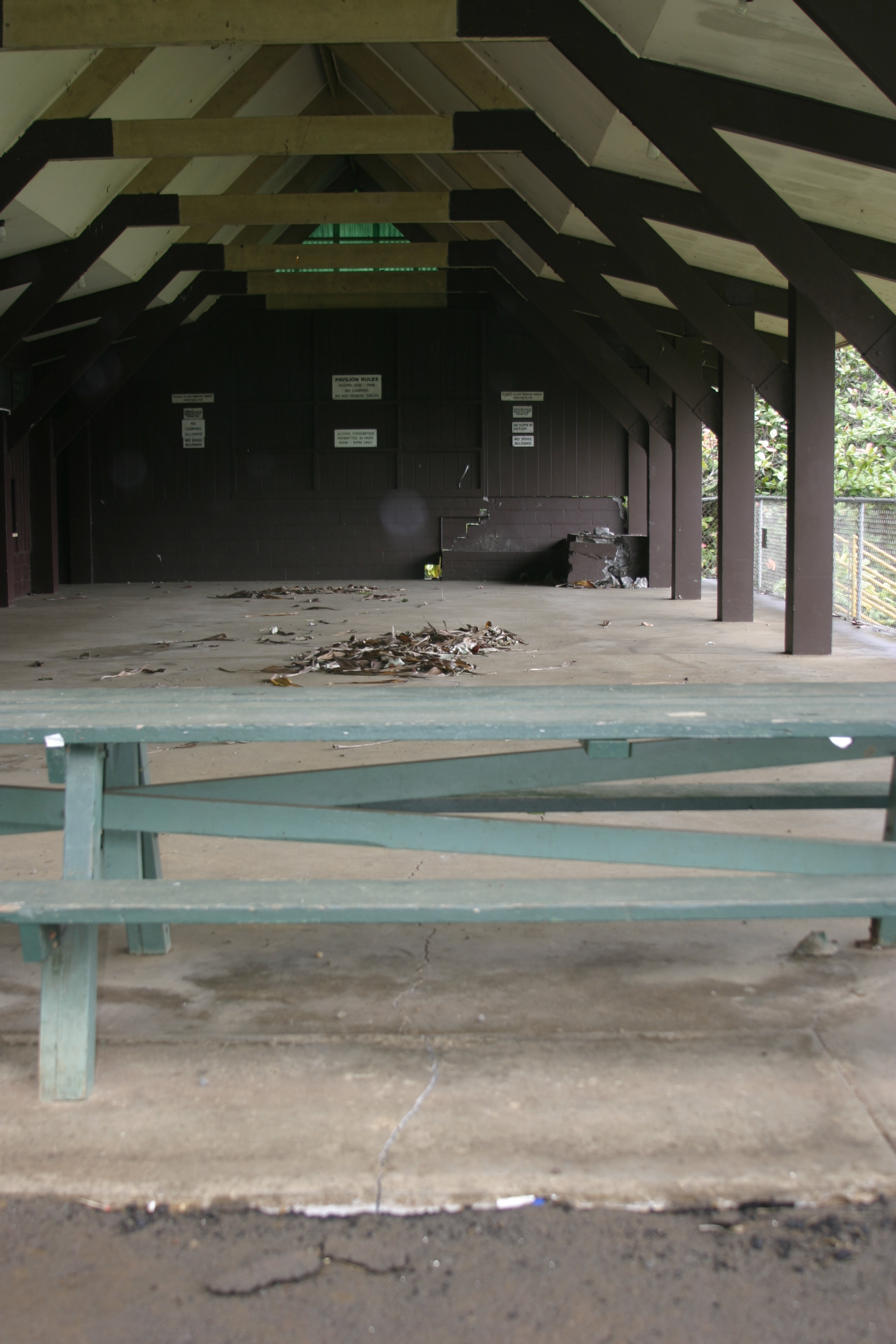
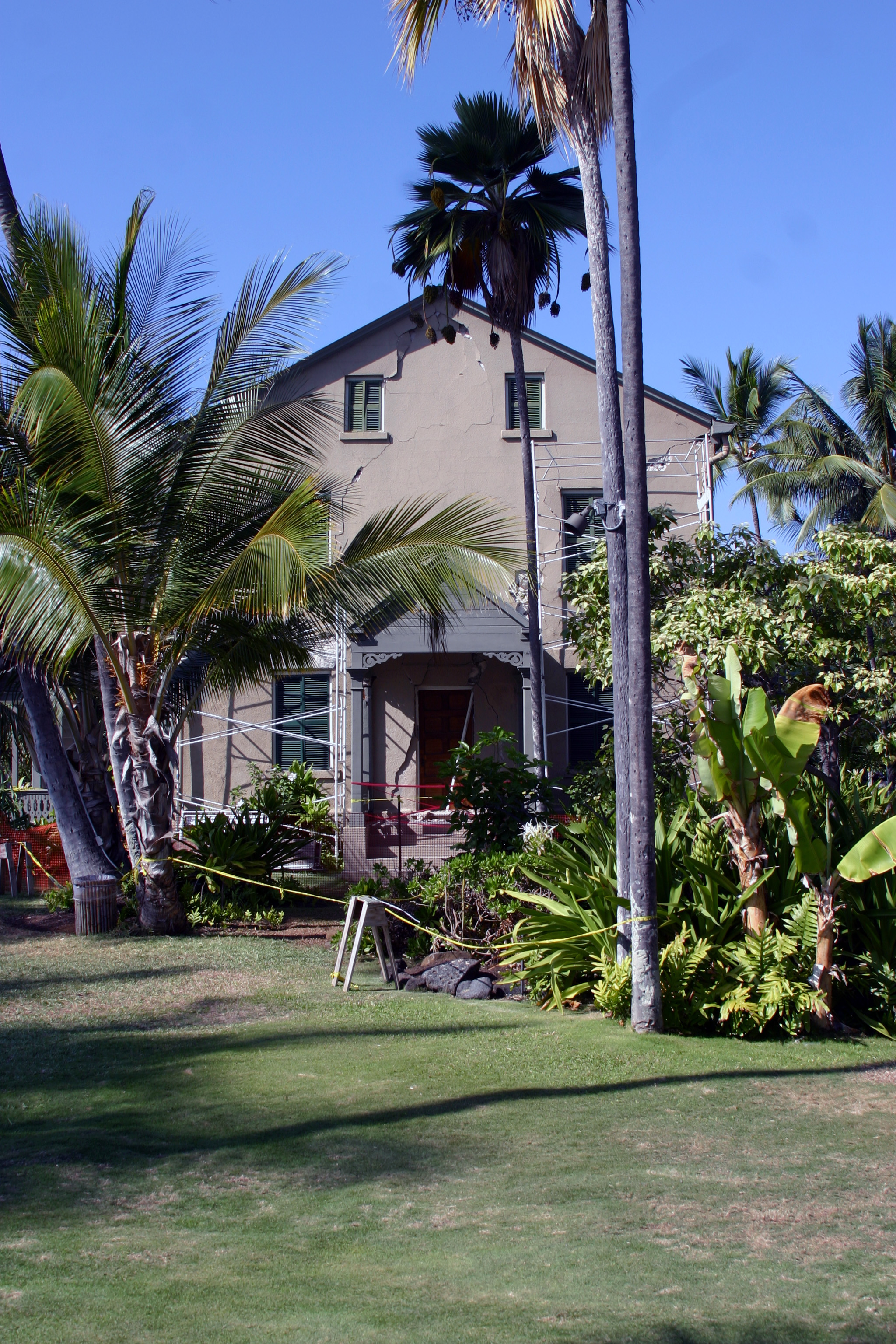